# Rycymer
Rycymer (łac. Flavius Ricimer, ok. 405 – zm. 18 sierpnia 472) – magister militum cesarstwa zachodniorzymskiego w latach 456–472, patrycjusz.

## Życiorys
Nie są znane imiona jego rodziców; ojciec pochodził z plemienia Swebów (być może był nim Rechila władca Swebów w Galicji), a matka była córką wizygockiego króla Walii. Do 454 oficer w armii Flawiusza Aecjusza, od 456 dowódca wojsk zachodniego cesarstwa rzymskiego. Po raz pierwszy dał o sobie znać odnosząc spektakularne zwycięstwo w 456 roku w bitwie morskiej w pobliżu Sycylii z flotą Wandalów za panowania Awitusa. Po jego obaleniu Rycymer został obdarzony przez wschodniego cesarza Leona I prestiżowym tytułem patrycjusza. Wobec słabości władzy centralnej przyczynił się do wyniesienia przez swoje wojska na tron cesarski w 456 Majoriana, w 461 Libiusza Sewera. Gdy władcy przestawali cieszyć się jego uznaniem i akceptacją, konsekwentnie doprowadzał do ich obalenia. W ten sposób pozbawił władzy i prawdopodobnie życia kolejno: Awitusa, Majoriana, Sewera i Antemiusza.
Faktycznie sprawował władzę, wybijając np. za panowania cesarza Sewera monety ze swoimi inicjałami. W 468 poślubił Alipię – jedyną córkę cesarza Antemiusza i cesarzowej Aelii Eufemii, co jak wierzono, miało przynieść bezpieczeństwo państwu rzymskiemu. Między Antemiuszem a jego zięciem szybko doszło do konfliktu i ostatecznie do konfrontacji, kiedy to Rycymer zebrawszy 6000 żołnierzy, wyruszył z Mediolanu i przystąpił do oblężenia Rzymu, z zamiarem obalenia cesarza. Mimo mężnego oporu miasto padło w lipcu 472 roku, a sam Antemiusz poniósł śmierć, zadaną, według niektórych przekazów, osobiście przez Rycymera. Nowym cesarzem uczynił Olibriusza. Zmarł kilka tygodni później na udar mózgu.